# Fimbristylis juncea
Fimbristylis juncea är en halvgräsart som först beskrevs av Johann Georg Adam Forster, och fick sitt nu gällande namn av Robert Brown, Johann Jakob Roemer och Joseph August Schultes. Fimbristylis juncea ingår i släktet Fimbristylis och familjen halvgräs.

## Underarter
Arten delas in i följande underarter:
- F. j. juncea
- F. j. marquesana
- F. j. nukahivensis
- F. j. separanda
- F. j. tertia